# Lista di asteroidi (86001-87000)
Di seguito una lista di asteroidi dal numero 86001 al 87000 con data di scoperta e scopritore.

## 86001-86100
| Nome               | Designazione provvisoria | Data di scoperta  | Scopritore             |
| ------------------ | ------------------------ | ----------------- | ---------------------- |
| 86001 -            | 1999 JE80                | 12 maggio 1999    | LINEAR                 |
| 86002 -            | 1999 JW85                | 12 maggio 1999    | LINEAR                 |
| 86003 -            | 1999 JO86                | 12 maggio 1999    | LINEAR                 |
| 86004 -            | 1999 JT86                | 12 maggio 1999    | LINEAR                 |
| 86005 -            | 1999 JP87                | 12 maggio 1999    | LINEAR                 |
| 86006 -            | 1999 JS87                | 12 maggio 1999    | LINEAR                 |
| 86007 -            | 1999 JO90                | 12 maggio 1999    | LINEAR                 |
| 86008 -            | 1999 JQ91                | 12 maggio 1999    | LINEAR                 |
| 86009 -            | 1999 JW93                | 12 maggio 1999    | LINEAR                 |
| 86010 -            | 1999 JS94                | 12 maggio 1999    | LINEAR                 |
| 86011 -            | 1999 JU94                | 12 maggio 1999    | LINEAR                 |
| 86012 -            | 1999 JG97                | 12 maggio 1999    | LINEAR                 |
| 86013 -            | 1999 JX98                | 12 maggio 1999    | LINEAR                 |
| 86014 -            | 1999 JE99                | 12 maggio 1999    | LINEAR                 |
| 86015 -            | 1999 JN99                | 12 maggio 1999    | LINEAR                 |
| 86016 -            | 1999 JK100               | 12 maggio 1999    | LINEAR                 |
| 86017 -            | 1999 JA101               | 12 maggio 1999    | LINEAR                 |
| 86018 -            | 1999 JH115               | 13 maggio 1999    | LINEAR                 |
| 86019 -            | 1999 JG127               | 13 maggio 1999    | LINEAR                 |
| 86020 -            | 1999 JP128               | 12 maggio 1999    | LINEAR                 |
| 86021 -            | 1999 KQ4                 | 20 maggio 1999    | LINEAR                 |
| 86022 -            | 1999 KJ14                | 18 maggio 1999    | LINEAR                 |
| 86023 -            | 1999 KT18                | 22 maggio 1999    | J. W. Parker           |
| 86024 -            | 1999 LW3                 | 7 giugno 1999     | LINEAR                 |
| 86025 -            | 1999 LX3                 | 9 giugno 1999     | LINEAR                 |
| 86026 -            | 1999 LQ6                 | 7 giugno 1999     | Spacewatch             |
| 86027 -            | 1999 LL13                | 9 giugno 1999     | LINEAR                 |
| 86028 -            | 1999 LR19                | 9 giugno 1999     | LINEAR                 |
| 86029 -            | 1999 LV32                | 8 giugno 1999     | CSS                    |
| 86030 -            | 1999 NS1                 | 12 luglio 1999    | LINEAR                 |
| 86031 -            | 1999 NR2                 | 13 luglio 1999    | LINEAR                 |
| 86032 -            | 1999 NK5                 | 13 luglio 1999    | LINEAR                 |
| 86033 -            | 1999 ND8                 | 13 luglio 1999    | LINEAR                 |
| 86034 -            | 1999 NU9                 | 13 luglio 1999    | LINEAR                 |
| 86035 -            | 1999 NH28                | 14 luglio 1999    | LINEAR                 |
| 86036 -            | 1999 NS33                | 14 luglio 1999    | LINEAR                 |
| 86037 -            | 1999 NN37                | 14 luglio 1999    | LINEAR                 |
| 86038 -            | 1999 NY38                | 14 luglio 1999    | LINEAR                 |
| 86039 -            | 1999 NC43                | 14 luglio 1999    | LINEAR                 |
| 86040 -            | 1999 NU43                | 13 luglio 1999    | LINEAR                 |
| 86041 -            | 1999 NN56                | 12 luglio 1999    | LINEAR                 |
| 86042 -            | 1999 NH65                | 12 luglio 1999    | LINEAR                 |
| 86043 Cévennes     | 1999 OE                  | 16 luglio 1999    | Pises                  |
| 86044 -            | 1999 OD2                 | 22 luglio 1999    | LINEAR                 |
| 86045 -            | 1999 ON2                 | 22 luglio 1999    | LINEAR                 |
| 86046 -            | 1999 OY2                 | 22 luglio 1999    | LINEAR                 |
| 86047 -            | 1999 OY3                 | 18 luglio 1999    | Mauna Kea              |
| 86048 Saint-Tropez | 1999 PP1                 | 9 agosto 1999     | P. Pravec, P. Kušnirák |
| 86049 -            | 1999 PH4                 | 13 agosto 1999    | J. Broughton           |
| 86050 -            | 1999 PG8                 | 12 agosto 1999    | LONEOS                 |
| 86051 -            | 1999 QB2                 | 22 agosto 1999    | Črni Vrh               |
| 86052 -            | 1999 RM2                 | 4 settembre 1999  | CSS                    |
| 86053 -            | 1999 RY4                 | 3 settembre 1999  | Spacewatch             |
| 86054 -            | 1999 RH11                | 7 settembre 1999  | LINEAR                 |
| 86055 -            | 1999 RO12                | 7 settembre 1999  | LINEAR                 |
| 86056 -            | 1999 RE14                | 7 settembre 1999  | LINEAR                 |
| 86057 -            | 1999 RV14                | 7 settembre 1999  | LINEAR                 |
| 86058 -            | 1999 RO15                | 7 settembre 1999  | LINEAR                 |
| 86059 -            | 1999 RX15                | 7 settembre 1999  | LINEAR                 |
| 86060 -            | 1999 RO18                | 7 settembre 1999  | LINEAR                 |
| 86061 -            | 1999 RT19                | 7 settembre 1999  | LINEAR                 |
| 86062 -            | 1999 RJ20                | 7 settembre 1999  | LINEAR                 |
| 86063 -            | 1999 RK25                | 7 settembre 1999  | LINEAR                 |
| 86064 -            | 1999 RP26                | 7 settembre 1999  | LINEAR                 |
| 86065 -            | 1999 RO27                | 7 settembre 1999  | K. Korlević            |
| 86066 -            | 1999 RR27                | 8 settembre 1999  | K. Korlević            |
| 86067 -            | 1999 RM28                | 3 settembre 1999  | R. H. McNaught         |
| 86068 -            | 1999 RL30                | 8 settembre 1999  | LINEAR                 |
| 86069 -            | 1999 RO32                | 9 settembre 1999  | K. Korlević            |
| 86070 -            | 1999 RZ43                | 15 settembre 1999 | K. Korlević            |
| 86071 -            | 1999 RR45                | 8 settembre 1999  | T. Pauwels             |
| 86072 -            | 1999 RW45                | 12 settembre 1999 | L. Vyskocil            |
| 86073 -            | 1999 RX51                | 7 settembre 1999  | LINEAR                 |
| 86074 -            | 1999 RA57                | 7 settembre 1999  | LINEAR                 |
| 86075 -            | 1999 RJ58                | 7 settembre 1999  | LINEAR                 |
| 86076 -            | 1999 RD65                | 7 settembre 1999  | LINEAR                 |
| 86077 -            | 1999 RA67                | 7 settembre 1999  | LINEAR                 |
| 86078 -            | 1999 RS67                | 7 settembre 1999  | LINEAR                 |
| 86079 -            | 1999 RK70                | 7 settembre 1999  | LINEAR                 |
| 86080 -            | 1999 RJ71                | 7 settembre 1999  | LINEAR                 |
| 86081 -            | 1999 RN73                | 7 settembre 1999  | LINEAR                 |
| 86082 -            | 1999 RA74                | 7 settembre 1999  | LINEAR                 |
| 86083 -            | 1999 RC74                | 7 settembre 1999  | LINEAR                 |
| 86084 -            | 1999 RJ75                | 7 settembre 1999  | LINEAR                 |
| 86085 -            | 1999 RW80                | 7 settembre 1999  | LINEAR                 |
| 86086 -            | 1999 RR81                | 7 settembre 1999  | LINEAR                 |
| 86087 -            | 1999 RZ86                | 7 settembre 1999  | LINEAR                 |
| 86088 -            | 1999 RR88                | 7 settembre 1999  | LINEAR                 |
| 86089 -            | 1999 RN89                | 7 settembre 1999  | LINEAR                 |
| 86090 -            | 1999 RT90                | 7 settembre 1999  | LINEAR                 |
| 86091 -            | 1999 RF92                | 7 settembre 1999  | LINEAR                 |
| 86092 -            | 1999 RW94                | 7 settembre 1999  | LINEAR                 |
| 86093 -            | 1999 RZ95                | 7 settembre 1999  | LINEAR                 |
| 86094 -            | 1999 RW100               | 8 settembre 1999  | LINEAR                 |
| 86095 -            | 1999 RZ100               | 8 settembre 1999  | LINEAR                 |
| 86096 -            | 1999 RB103               | 8 settembre 1999  | LINEAR                 |
| 86097 -            | 1999 RC104               | 8 settembre 1999  | LINEAR                 |
| 86098 -            | 1999 RL105               | 8 settembre 1999  | LINEAR                 |
| 86099 -            | 1999 RO106               | 8 settembre 1999  | LINEAR                 |
| 86100 -            | 1999 RH107               | 8 settembre 1999  | LINEAR                 |

## 86101-86200
| Nome           | Designazione provvisoria | Data di scoperta  | Scopritore                 |
| -------------- | ------------------------ | ----------------- | -------------------------- |
| 86101 -        | 1999 RY107               | 8 settembre 1999  | LINEAR                     |
| 86102 -        | 1999 RP108               | 8 settembre 1999  | LINEAR                     |
| 86103 -        | 1999 RB109               | 8 settembre 1999  | LINEAR                     |
| 86104 -        | 1999 RF110               | 8 settembre 1999  | LINEAR                     |
| 86105 -        | 1999 RG110               | 8 settembre 1999  | LINEAR                     |
| 86106 -        | 1999 RP113               | 9 settembre 1999  | LINEAR                     |
| 86107 -        | 1999 RL115               | 9 settembre 1999  | LINEAR                     |
| 86108 -        | 1999 RR116               | 9 settembre 1999  | LINEAR                     |
| 86109 -        | 1999 RV118               | 9 settembre 1999  | LINEAR                     |
| 86110 -        | 1999 RH123               | 9 settembre 1999  | LINEAR                     |
| 86111 -        | 1999 RM123               | 9 settembre 1999  | LINEAR                     |
| 86112 -        | 1999 RN123               | 9 settembre 1999  | LINEAR                     |
| 86113 -        | 1999 RC129               | 9 settembre 1999  | LINEAR                     |
| 86114 -        | 1999 RD130               | 9 settembre 1999  | LINEAR                     |
| 86115 -        | 1999 RF133               | 9 settembre 1999  | LINEAR                     |
| 86116 -        | 1999 RR133               | 9 settembre 1999  | LINEAR                     |
| 86117 -        | 1999 RC135               | 9 settembre 1999  | LINEAR                     |
| 86118 -        | 1999 RD138               | 9 settembre 1999  | LINEAR                     |
| 86119 -        | 1999 RA140               | 9 settembre 1999  | LINEAR                     |
| 86120 -        | 1999 RM140               | 9 settembre 1999  | LINEAR                     |
| 86121 -        | 1999 RE144               | 9 settembre 1999  | LINEAR                     |
| 86122 -        | 1999 RH144               | 9 settembre 1999  | LINEAR                     |
| 86123 -        | 1999 RQ144               | 9 settembre 1999  | LINEAR                     |
| 86124 -        | 1999 RK147               | 9 settembre 1999  | LINEAR                     |
| 86125 -        | 1999 RH152               | 9 settembre 1999  | LINEAR                     |
| 86126 -        | 1999 RV152               | 9 settembre 1999  | LINEAR                     |
| 86127 -        | 1999 RB154               | 9 settembre 1999  | LINEAR                     |
| 86128 -        | 1999 RC154               | 9 settembre 1999  | LINEAR                     |
| 86129 -        | 1999 RO155               | 9 settembre 1999  | LINEAR                     |
| 86130 -        | 1999 RN156               | 9 settembre 1999  | LINEAR                     |
| 86131 -        | 1999 RV159               | 9 settembre 1999  | LINEAR                     |
| 86132 -        | 1999 RJ165               | 9 settembre 1999  | LINEAR                     |
| 86133 -        | 1999 RA171               | 9 settembre 1999  | LINEAR                     |
| 86134 -        | 1999 RZ171               | 9 settembre 1999  | LINEAR                     |
| 86135 -        | 1999 RK172               | 9 settembre 1999  | LINEAR                     |
| 86136 -        | 1999 RZ172               | 9 settembre 1999  | LINEAR                     |
| 86137 -        | 1999 RN174               | 9 settembre 1999  | LINEAR                     |
| 86138 -        | 1999 RL175               | 9 settembre 1999  | LINEAR                     |
| 86139 -        | 1999 RT182               | 9 settembre 1999  | LINEAR                     |
| 86140 -        | 1999 RA183               | 9 settembre 1999  | LINEAR                     |
| 86141 -        | 1999 RD184               | 9 settembre 1999  | LINEAR                     |
| 86142 -        | 1999 RJ184               | 9 settembre 1999  | LINEAR                     |
| 86143 -        | 1999 RV186               | 9 settembre 1999  | LINEAR                     |
| 86144 -        | 1999 RK191               | 11 settembre 1999 | LINEAR                     |
| 86145 -        | 1999 RU191               | 11 settembre 1999 | LINEAR                     |
| 86146 -        | 1999 RA194               | 7 settembre 1999  | LINEAR                     |
| 86147 -        | 1999 RB196               | 8 settembre 1999  | LINEAR                     |
| 86148 -        | 1999 RV196               | 8 settembre 1999  | LINEAR                     |
| 86149 -        | 1999 RA199               | 10 settembre 1999 | LINEAR                     |
| 86150 -        | 1999 RP200               | 8 settembre 1999  | LINEAR                     |
| 86151 -        | 1999 RW200               | 8 settembre 1999  | LINEAR                     |
| 86152 -        | 1999 RZ200               | 8 settembre 1999  | LINEAR                     |
| 86153 -        | 1999 RE201               | 8 settembre 1999  | LINEAR                     |
| 86154 -        | 1999 RH201               | 8 settembre 1999  | LINEAR                     |
| 86155 -        | 1999 RS201               | 8 settembre 1999  | LINEAR                     |
| 86156 -        | 1999 RB203               | 8 settembre 1999  | LINEAR                     |
| 86157 -        | 1999 RW203               | 8 settembre 1999  | LINEAR                     |
| 86158 -        | 1999 RY203               | 8 settembre 1999  | LINEAR                     |
| 86159 -        | 1999 RB204               | 8 settembre 1999  | LINEAR                     |
| 86160 -        | 1999 RM205               | 8 settembre 1999  | LINEAR                     |
| 86161 -        | 1999 RQ205               | 8 settembre 1999  | LINEAR                     |
| 86162 -        | 1999 RR205               | 8 settembre 1999  | LINEAR                     |
| 86163 -        | 1999 RT205               | 8 settembre 1999  | LINEAR                     |
| 86164 -        | 1999 RG207               | 8 settembre 1999  | LINEAR                     |
| 86165 -        | 1999 RZ207               | 8 settembre 1999  | LINEAR                     |
| 86166 -        | 1999 RE208               | 8 settembre 1999  | LINEAR                     |
| 86167 -        | 1999 RM209               | 8 settembre 1999  | LINEAR                     |
| 86168 -        | 1999 RQ209               | 8 settembre 1999  | LINEAR                     |
| 86169 -        | 1999 RW209               | 8 settembre 1999  | LINEAR                     |
| 86170 -        | 1999 RJ210               | 8 settembre 1999  | LINEAR                     |
| 86171 -        | 1999 RO211               | 8 settembre 1999  | LINEAR                     |
| 86172 -        | 1999 RP211               | 8 settembre 1999  | LINEAR                     |
| 86173 -        | 1999 RH212               | 8 settembre 1999  | LINEAR                     |
| 86174 -        | 1999 RV212               | 8 settembre 1999  | LINEAR                     |
| 86175 -        | 1999 RE213               | 10 settembre 1999 | LINEAR                     |
| 86176 -        | 1999 RO214               | 5 settembre 1999  | LONEOS                     |
| 86177 -        | 1999 RY215               | 8 settembre 1999  | Mauna Kea                  |
| 86178 -        | 1999 RP218               | 4 settembre 1999  | CSS                        |
| 86179 -        | 1999 RW220               | 5 settembre 1999  | CSS                        |
| 86180 -        | 1999 RG221               | 5 settembre 1999  | LONEOS                     |
| 86181 -        | 1999 RU222               | 7 settembre 1999  | CSS                        |
| 86182 -        | 1999 RA223               | 7 settembre 1999  | CSS                        |
| 86183 -        | 1999 RY223               | 7 settembre 1999  | CSS                        |
| 86184 -        | 1999 RL230               | 8 settembre 1999  | CSS                        |
| 86185 -        | 1999 RN230               | 8 settembre 1999  | CSS                        |
| 86186 -        | 1999 RX234               | 8 settembre 1999  | CSS                        |
| 86187 -        | 1999 RQ239               | 8 settembre 1999  | LONEOS                     |
| 86188 -        | 1999 RV241               | 14 settembre 1999 | CSS                        |
| 86189 -        | 1999 RK242               | 4 settembre 1999  | CSS                        |
| 86190 -        | 1999 RQ247               | 5 settembre 1999  | LONEOS                     |
| 86191 -        | 1999 RY251               | 6 settembre 1999  | CSS                        |
| 86192 -        | 1999 SV1                 | 18 settembre 1999 | LINEAR                     |
| 86193 -        | 1999 SA2                 | 18 settembre 1999 | LINEAR                     |
| 86194 -        | 1999 SD2                 | 18 settembre 1999 | LINEAR                     |
| 86195 Cireglio | 1999 ST9                 | 30 settembre 1999 | L. Tesi, G. Forti          |
| 86196 Specula  | 1999 SC10                | 24 settembre 1999 | JAS, K. Sárneczky, L. Kiss |
| 86197 -        | 1999 SP15                | 30 settembre 1999 | CSS                        |
| 86198 -        | 1999 SO16                | 29 settembre 1999 | CSS                        |
| 86199 -        | 1999 SS20                | 30 settembre 1999 | CSS                        |
| 86200 -        | 1999 SE26                | 30 settembre 1999 | CSS                        |

## 86201-86300
| Nome            | Designazione provvisoria | Data di scoperta | Scopritore            |
| --------------- | ------------------------ | ---------------- | --------------------- |
| 86201 -         | 1999 TD1                 | 1 ottobre 1999   | K. Korlević           |
| 86202 -         | 1999 TT1                 | 1 ottobre 1999   | K. Korlević           |
| 86203 -         | 1999 TA2                 | 2 ottobre 1999   | C. W. Juels           |
| 86204 -         | 1999 TQ2                 | 2 ottobre 1999   | C. W. Juels           |
| 86205 -         | 1999 TC3                 | 4 ottobre 1999   | P. G. Comba           |
| 86206 -         | 1999 TK9                 | 7 ottobre 1999   | K. Korlević, M. Jurić |
| 86207 -         | 1999 TP15                | 7 ottobre 1999   | K. Korlević, M. Jurić |
| 86208 -         | 1999 TD16                | 11 ottobre 1999  | Črni Vrh              |
| 86209 -         | 1999 TZ16                | 7 ottobre 1999   | P. Sala               |
| 86210 -         | 1999 TT20                | 7 ottobre 1999   | R. A. Tucker          |
| 86211 -         | 1999 TW20                | 7 ottobre 1999   | R. A. Tucker          |
| 86212 -         | 1999 TG21                | 3 ottobre 1999   | LINEAR                |
| 86213 -         | 1999 TY24                | 2 ottobre 1999   | LINEAR                |
| 86214 -         | 1999 TC29                | 4 ottobre 1999   | LINEAR                |
| 86215 -         | 1999 TY31                | 4 ottobre 1999   | LINEAR                |
| 86216 -         | 1999 TV32                | 4 ottobre 1999   | LINEAR                |
| 86217 -         | 1999 TB35                | 3 ottobre 1999   | LINEAR                |
| 86218 -         | 1999 TH37                | 13 ottobre 1999  | LONEOS                |
| 86219 -         | 1999 TR37                | 1 ottobre 1999   | CSS                   |
| 86220 -         | 1999 TX60                | 7 ottobre 1999   | Spacewatch            |
| 86221 -         | 1999 TY65                | 8 ottobre 1999   | Spacewatch            |
| 86222 -         | 1999 TJ85                | 14 ottobre 1999  | Spacewatch            |
| 86223 -         | 1999 TE96                | 2 ottobre 1999   | LINEAR                |
| 86224 -         | 1999 TJ97                | 2 ottobre 1999   | LINEAR                |
| 86225 -         | 1999 TV97                | 2 ottobre 1999   | LINEAR                |
| 86226 -         | 1999 TC102               | 2 ottobre 1999   | LINEAR                |
| 86227 -         | 1999 TM102               | 2 ottobre 1999   | LINEAR                |
| 86228 -         | 1999 TW107               | 4 ottobre 1999   | LINEAR                |
| 86229 -         | 1999 TZ107               | 4 ottobre 1999   | LINEAR                |
| 86230 -         | 1999 TH108               | 4 ottobre 1999   | LINEAR                |
| 86231 -         | 1999 TU109               | 4 ottobre 1999   | LINEAR                |
| 86232 -         | 1999 TG111               | 4 ottobre 1999   | LINEAR                |
| 86233 -         | 1999 TT111               | 4 ottobre 1999   | LINEAR                |
| 86234 -         | 1999 TY111               | 4 ottobre 1999   | LINEAR                |
| 86235 -         | 1999 TW114               | 4 ottobre 1999   | LINEAR                |
| 86236 -         | 1999 TJ115               | 4 ottobre 1999   | LINEAR                |
| 86237 -         | 1999 TQ116               | 4 ottobre 1999   | LINEAR                |
| 86238 -         | 1999 TJ118               | 4 ottobre 1999   | LINEAR                |
| 86239 -         | 1999 TV118               | 4 ottobre 1999   | LINEAR                |
| 86240 -         | 1999 TU119               | 4 ottobre 1999   | LINEAR                |
| 86241 -         | 1999 TE120               | 4 ottobre 1999   | LINEAR                |
| 86242 -         | 1999 TT127               | 4 ottobre 1999   | LINEAR                |
| 86243 -         | 1999 TW130               | 6 ottobre 1999   | LINEAR                |
| 86244 -         | 1999 TA132               | 6 ottobre 1999   | LINEAR                |
| 86245 -         | 1999 TN143               | 7 ottobre 1999   | LINEAR                |
| 86246 -         | 1999 TO143               | 7 ottobre 1999   | LINEAR                |
| 86247 -         | 1999 TP145               | 7 ottobre 1999   | LINEAR                |
| 86248 -         | 1999 TT154               | 7 ottobre 1999   | LINEAR                |
| 86249 -         | 1999 TU160               | 9 ottobre 1999   | LINEAR                |
| 86250 -         | 1999 TV172               | 10 ottobre 1999  | LINEAR                |
| 86251 -         | 1999 TE183               | 11 ottobre 1999  | LINEAR                |
| 86252 -         | 1999 TG186               | 12 ottobre 1999  | LINEAR                |
| 86253 -         | 1999 TT188               | 12 ottobre 1999  | LINEAR                |
| 86254 -         | 1999 TV188               | 12 ottobre 1999  | LINEAR                |
| 86255 -         | 1999 TC189               | 12 ottobre 1999  | LINEAR                |
| 86256 -         | 1999 TQ190               | 12 ottobre 1999  | LINEAR                |
| 86257 -         | 1999 TK207               | 14 ottobre 1999  | LINEAR                |
| 86258 -         | 1999 TK208               | 14 ottobre 1999  | LINEAR                |
| 86259 -         | 1999 TC229               | 4 ottobre 1999   | LINEAR                |
| 86260 -         | 1999 TT232               | 5 ottobre 1999   | CSS                   |
| 86261 -         | 1999 TS233               | 3 ottobre 1999   | LINEAR                |
| 86262 -         | 1999 TE237               | 3 ottobre 1999   | CSS                   |
| 86263 -         | 1999 TP244               | 12 ottobre 1999  | LINEAR                |
| 86264 -         | 1999 TK249               | 9 ottobre 1999   | CSS                   |
| 86265 -         | 1999 TT249               | 9 ottobre 1999   | CSS                   |
| 86266 -         | 1999 TX255               | 9 ottobre 1999   | Spacewatch            |
| 86267 -         | 1999 TM256               | 9 ottobre 1999   | LINEAR                |
| 86268 -         | 1999 TK269               | 3 ottobre 1999   | LINEAR                |
| 86269 -         | 1999 TC272               | 3 ottobre 1999   | LINEAR                |
| 86270 -         | 1999 TZ279               | 7 ottobre 1999   | LINEAR                |
| 86271 -         | 1999 TR280               | 8 ottobre 1999   | LINEAR                |
| 86272 -         | 1999 TD286               | 10 ottobre 1999  | LINEAR                |
| 86273 -         | 1999 TX292               | 12 ottobre 1999  | LINEAR                |
| 86274 -         | 1999 TK310               | 3 ottobre 1999   | LONEOS                |
| 86275 -         | 1999 TA320               | 10 ottobre 1999  | LINEAR                |
| 86276 -         | 1999 TA323               | 3 ottobre 1999   | CSS                   |
| 86277 -         | 1999 TS323               | 14 ottobre 1999  | LINEAR                |
| 86278 -         | 1999 UN                  | 16 ottobre 1999  | K. Korlević           |
| 86279 Brucegary | 1999 UJ1                 | 17 ottobre 1999  | J. Medkeff            |
| 86280 -         | 1999 UQ9                 | 31 ottobre 1999  | LINEAR                |
| 86281 -         | 1999 UZ10                | 31 ottobre 1999  | LINEAR                |
| 86282 -         | 1999 UU15                | 29 ottobre 1999  | CSS                   |
| 86283 -         | 1999 UP24                | 28 ottobre 1999  | CSS                   |
| 86284 -         | 1999 UA28                | 30 ottobre 1999  | Spacewatch            |
| 86285 -         | 1999 UR39                | 31 ottobre 1999  | Spacewatch            |
| 86286 -         | 1999 UQ43                | 28 ottobre 1999  | CSS                   |
| 86287 -         | 1999 UX44                | 30 ottobre 1999  | LONEOS                |
| 86288 -         | 1999 UC45                | 31 ottobre 1999  | CSS                   |
| 86289 -         | 1999 US46                | 31 ottobre 1999  | LONEOS                |
| 86290 -         | 1999 UH47                | 29 ottobre 1999  | CSS                   |
| 86291 -         | 1999 UZ49                | 30 ottobre 1999  | CSS                   |
| 86292 -         | 1999 VY11                | 10 novembre 1999 | C. W. Juels           |
| 86293 -         | 1999 VX12                | 1 novembre 1999  | LINEAR                |
| 86294 -         | 1999 VM13                | 2 novembre 1999  | LINEAR                |
| 86295 -         | 1999 VZ14                | 2 novembre 1999  | Spacewatch            |
| 86296 -         | 1999 VA21                | 9 novembre 1999  | A. Sugie              |
| 86297 -         | 1999 VP21                | 12 novembre 1999 | K. Korlević           |
| 86298 -         | 1999 VO22                | 13 novembre 1999 | C. W. Juels           |
| 86299 -         | 1999 VB26                | 3 novembre 1999  | LINEAR                |
| 86300 -         | 1999 VU33                | 3 novembre 1999  | LINEAR                |

## 86301-86400
| Nome    | Designazione provvisoria | Data di scoperta | Scopritore           |
| ------- | ------------------------ | ---------------- | -------------------- |
| 86301 - | 1999 VL43                | 1 novembre 1999  | CSS                  |
| 86302 - | 1999 VJ46                | 3 novembre 1999  | LINEAR               |
| 86303 - | 1999 VL58                | 4 novembre 1999  | LINEAR               |
| 86304 - | 1999 VC60                | 4 novembre 1999  | LINEAR               |
| 86305 - | 1999 VN66                | 4 novembre 1999  | LINEAR               |
| 86306 - | 1999 VQ67                | 4 novembre 1999  | LINEAR               |
| 86307 - | 1999 VL78                | 4 novembre 1999  | LINEAR               |
| 86308 - | 1999 VN85                | 5 novembre 1999  | CSS                  |
| 86309 - | 1999 VA90                | 5 novembre 1999  | LINEAR               |
| 86310 - | 1999 VK96                | 9 novembre 1999  | LINEAR               |
| 86311 - | 1999 VE126               | 9 novembre 1999  | Spacewatch           |
| 86312 - | 1999 VC146               | 12 novembre 1999 | LINEAR               |
| 86313 - | 1999 VL159               | 14 novembre 1999 | LINEAR               |
| 86314 - | 1999 VX161               | 14 novembre 1999 | LINEAR               |
| 86315 - | 1999 VU177               | 6 novembre 1999  | LINEAR               |
| 86316 - | 1999 VS179               | 6 novembre 1999  | LINEAR               |
| 86317 - | 1999 VH192               | 1 novembre 1999  | LONEOS               |
| 86318 - | 1999 VS192               | 1 novembre 1999  | LONEOS               |
| 86319 - | 1999 VF199               | 1 novembre 1999  | CSS                  |
| 86320 - | 1999 VT199               | 4 novembre 1999  | LONEOS               |
| 86321 - | 1999 VS202               | 4 novembre 1999  | LINEAR               |
| 86322 - | 1999 VJ216               | 3 novembre 1999  | LINEAR               |
| 86323 - | 1999 VJ219               | 3 novembre 1999  | LINEAR               |
| 86324 - | 1999 WA2                 | 16 novembre 1999 | LINEAR               |
| 86325 - | 1999 WC6                 | 28 novembre 1999 | K. Korlević          |
| 86326 - | 1999 WK13                | 30 novembre 1999 | LINEAR               |
| 86327 - | 1999 WM13                | 29 novembre 1999 | K. Korlević          |
| 86328 - | 1999 XX3                 | 4 dicembre 1999  | CSS                  |
| 86329 - | 1999 XZ7                 | 2 dicembre 1999  | LONEOS               |
| 86330 - | 1999 XR14                | 6 dicembre 1999  | LINEAR               |
| 86331 - | 1999 XY19                | 5 dicembre 1999  | LINEAR               |
| 86332 - | 1999 XG21                | 5 dicembre 1999  | LINEAR               |
| 86333 - | 1999 XA26                | 6 dicembre 1999  | LINEAR               |
| 86334 - | 1999 XO27                | 6 dicembre 1999  | LINEAR               |
| 86335 - | 1999 XP29                | 6 dicembre 1999  | LINEAR               |
| 86336 - | 1999 XD32                | 6 dicembre 1999  | LINEAR               |
| 86337 - | 1999 XP32                | 6 dicembre 1999  | LINEAR               |
| 86338 - | 1999 XK34                | 6 dicembre 1999  | LINEAR               |
| 86339 - | 1999 XV40                | 7 dicembre 1999  | LINEAR               |
| 86340 - | 1999 XQ49                | 7 dicembre 1999  | LINEAR               |
| 86341 - | 1999 XH54                | 7 dicembre 1999  | LINEAR               |
| 86342 - | 1999 XP54                | 7 dicembre 1999  | LINEAR               |
| 86343 - | 1999 XZ56                | 7 dicembre 1999  | LINEAR               |
| 86344 - | 1999 XA67                | 7 dicembre 1999  | LINEAR               |
| 86345 - | 1999 XE84                | 7 dicembre 1999  | LINEAR               |
| 86346 - | 1999 XO84                | 7 dicembre 1999  | LINEAR               |
| 86347 - | 1999 XU89                | 7 dicembre 1999  | LINEAR               |
| 86348 - | 1999 XF102               | 7 dicembre 1999  | LINEAR               |
| 86349 - | 1999 XO102               | 7 dicembre 1999  | LINEAR               |
| 86350 - | 1999 XW102               | 7 dicembre 1999  | LINEAR               |
| 86351 - | 1999 XS105               | 11 dicembre 1999 | T. Kobayashi         |
| 86352 - | 1999 XR111               | 7 dicembre 1999  | LINEAR               |
| 86353 - | 1999 XX113               | 11 dicembre 1999 | LINEAR               |
| 86354 - | 1999 XB116               | 5 dicembre 1999  | CSS                  |
| 86355 - | 1999 XF116               | 5 dicembre 1999  | CSS                  |
| 86356 - | 1999 XR122               | 7 dicembre 1999  | CSS                  |
| 86357 - | 1999 XF123               | 7 dicembre 1999  | CSS                  |
| 86358 - | 1999 XB143               | 14 dicembre 1999 | C. W. Juels          |
| 86359 - | 1999 XQ143               | 15 dicembre 1999 | LINEAR               |
| 86360 - | 1999 XR162               | 8 dicembre 1999  | CSS                  |
| 86361 - | 1999 XE178               | 10 dicembre 1999 | LINEAR               |
| 86362 - | 1999 XS178               | 10 dicembre 1999 | LINEAR               |
| 86363 - | 1999 XT179               | 10 dicembre 1999 | LINEAR               |
| 86364 - | 1999 XC194               | 12 dicembre 1999 | LINEAR               |
| 86365 - | 1999 XH207               | 12 dicembre 1999 | LINEAR               |
| 86366 - | 1999 XO213               | 14 dicembre 1999 | LINEAR               |
| 86367 - | 1999 XY223               | 13 dicembre 1999 | Spacewatch           |
| 86368 - | 1999 XB225               | 13 dicembre 1999 | Spacewatch           |
| 86369 - | 1999 XK226               | 14 dicembre 1999 | Spacewatch           |
| 86370 - | 1999 XR228               | 14 dicembre 1999 | Spacewatch           |
| 86371 - | 1999 XZ234               | 3 dicembre 1999  | LONEOS               |
| 86372 - | 1999 XA254               | 12 dicembre 1999 | Spacewatch           |
| 86373 - | 1999 YK                  | 16 dicembre 1999 | LINEAR               |
| 86374 - | 1999 YD3                 | 17 dicembre 1999 | LINEAR               |
| 86375 - | 2000 AT2                 | 1 gennaio 2000   | L. Tesi, M. Tombelli |
| 86376 - | 2000 AX4                 | 2 gennaio 2000   | L. Tesi, A. Boattini |
| 86377 - | 2000 AQ12                | 3 gennaio 2000   | LINEAR               |
| 86378 - | 2000 AV18                | 3 gennaio 2000   | LINEAR               |
| 86379 - | 2000 AY26                | 3 gennaio 2000   | LINEAR               |
| 86380 - | 2000 AD40                | 3 gennaio 2000   | LINEAR               |
| 86381 - | 2000 AM40                | 3 gennaio 2000   | LINEAR               |
| 86382 - | 2000 AY41                | 3 gennaio 2000   | LINEAR               |
| 86383 - | 2000 AJ42                | 3 gennaio 2000   | LINEAR               |
| 86384 - | 2000 AS47                | 4 gennaio 2000   | LINEAR               |
| 86385 - | 2000 AK51                | 4 gennaio 2000   | LINEAR               |
| 86386 - | 2000 AN56                | 4 gennaio 2000   | LINEAR               |
| 86387 - | 2000 AG60                | 4 gennaio 2000   | LINEAR               |
| 86388 - | 2000 AT60                | 4 gennaio 2000   | LINEAR               |
| 86389 - | 2000 AM67                | 4 gennaio 2000   | LINEAR               |
| 86390 - | 2000 AW74                | 5 gennaio 2000   | LINEAR               |
| 86391 - | 2000 AE87                | 5 gennaio 2000   | LINEAR               |
| 86392 - | 2000 AH90                | 5 gennaio 2000   | LINEAR               |
| 86393 - | 2000 AG112               | 5 gennaio 2000   | LINEAR               |
| 86394 - | 2000 AH124               | 5 gennaio 2000   | LINEAR               |
| 86395 - | 2000 AM124               | 5 gennaio 2000   | LINEAR               |
| 86396 - | 2000 AB129               | 5 gennaio 2000   | LINEAR               |
| 86397 - | 2000 AF138               | 5 gennaio 2000   | LINEAR               |
| 86398 - | 2000 AV139               | 5 gennaio 2000   | LINEAR               |
| 86399 - | 2000 AV140               | 5 gennaio 2000   | LINEAR               |
| 86400 - | 2000 AE141               | 5 gennaio 2000   | LINEAR               |

## 86401-86500
| Nome    | Designazione provvisoria | Data di scoperta | Scopritore                       |
| ------- | ------------------------ | ---------------- | -------------------------------- |
| 86401 - | 2000 AF143               | 5 gennaio 2000   | LINEAR                           |
| 86402 - | 2000 AB144               | 5 gennaio 2000   | LINEAR                           |
| 86403 - | 2000 AJ148               | 6 gennaio 2000   | LINEAR                           |
| 86404 - | 2000 AG150               | 7 gennaio 2000   | LINEAR                           |
| 86405 - | 2000 AN152               | 8 gennaio 2000   | LINEAR                           |
| 86406 - | 2000 AU152               | 8 gennaio 2000   | LINEAR                           |
| 86407 - | 2000 AK169               | 7 gennaio 2000   | LINEAR                           |
| 86408 - | 2000 AC185               | 7 gennaio 2000   | LINEAR                           |
| 86409 - | 2000 AK186               | 8 gennaio 2000   | LINEAR                           |
| 86410 - | 2000 AU192               | 8 gennaio 2000   | LINEAR                           |
| 86411 - | 2000 AQ201               | 9 gennaio 2000   | LINEAR                           |
| 86412 - | 2000 AW202               | 10 gennaio 2000  | LINEAR                           |
| 86413 - | 2000 AN203               | 10 gennaio 2000  | LINEAR                           |
| 86414 - | 2000 AK212               | 5 gennaio 2000   | Spacewatch                       |
| 86415 - | 2000 AW221               | 8 gennaio 2000   | Spacewatch                       |
| 86416 - | 2000 AP232               | 4 gennaio 2000   | LINEAR                           |
| 86417 - | 2000 AM242               | 7 gennaio 2000   | LONEOS                           |
| 86418 - | 2000 AE244               | 8 gennaio 2000   | LINEAR                           |
| 86419 - | 2000 AL245               | 9 gennaio 2000   | LINEAR                           |
| 86420 - | 2000 BT2                 | 26 gennaio 2000  | LINEAR                           |
| 86421 - | 2000 BC3                 | 26 gennaio 2000  | K. Korlević                      |
| 86422 - | 2000 BX13                | 29 gennaio 2000  | Spacewatch                       |
| 86423 - | 2000 BQ19                | 26 gennaio 2000  | Spacewatch                       |
| 86424 - | 2000 BU20                | 28 gennaio 2000  | Spacewatch                       |
| 86425 - | 2000 BQ22                | 26 gennaio 2000  | K. Korlević                      |
| 86426 - | 2000 BP23                | 27 gennaio 2000  | LINEAR                           |
| 86427 - | 2000 BG25                | 30 gennaio 2000  | LINEAR                           |
| 86428 - | 2000 BQ27                | 30 gennaio 2000  | LINEAR                           |
| 86429 - | 2000 BJ29                | 31 gennaio 2000  | LINEAR                           |
| 86430 - | 2000 BV31                | 27 gennaio 2000  | Spacewatch                       |
| 86431 - | 2000 BN50                | 16 gennaio 2000  | Spacewatch                       |
| 86432 - | 2000 BW51                | 30 gennaio 2000  | CSS                              |
| 86433 - | 2000 CU2                 | 4 febbraio 2000  | W. K. Y. Yeung                   |
| 86434 - | 2000 CX7                 | 2 febbraio 2000  | LINEAR                           |
| 86435 - | 2000 CL9                 | 2 febbraio 2000  | LINEAR                           |
| 86436 - | 2000 CU12                | 2 febbraio 2000  | LINEAR                           |
| 86437 - | 2000 CJ13                | 2 febbraio 2000  | LINEAR                           |
| 86438 - | 2000 CN16                | 2 febbraio 2000  | LINEAR                           |
| 86439 - | 2000 CW18                | 2 febbraio 2000  | LINEAR                           |
| 86440 - | 2000 CK21                | 2 febbraio 2000  | LINEAR                           |
| 86441 - | 2000 CR22                | 2 febbraio 2000  | LINEAR                           |
| 86442 - | 2000 CY24                | 2 febbraio 2000  | LINEAR                           |
| 86443 - | 2000 CG27                | 2 febbraio 2000  | LINEAR                           |
| 86444 - | 2000 CQ28                | 2 febbraio 2000  | LINEAR                           |
| 86445 - | 2000 CW28                | 2 febbraio 2000  | LINEAR                           |
| 86446 - | 2000 CS31                | 2 febbraio 2000  | LINEAR                           |
| 86447 - | 2000 CE32                | 2 febbraio 2000  | LINEAR                           |
| 86448 - | 2000 CU32                | 2 febbraio 2000  | LINEAR                           |
| 86449 - | 2000 CD33                | 2 febbraio 2000  | LINEAR                           |
| 86450 - | 2000 CK33                | 2 febbraio 2000  | LINEAR                           |
| 86451 - | 2000 CY34                | 2 febbraio 2000  | LINEAR                           |
| 86452 - | 2000 CQ35                | 2 febbraio 2000  | LINEAR                           |
| 86453 - | 2000 CH39                | 4 febbraio 2000  | LINEAR                           |
| 86454 - | 2000 CM40                | 5 febbraio 2000  | LINEAR                           |
| 86455 - | 2000 CF41                | 6 febbraio 2000  | P. G. Comba                      |
| 86456 - | 2000 CM41                | 2 febbraio 2000  | LINEAR                           |
| 86457 - | 2000 CC43                | 2 febbraio 2000  | LINEAR                           |
| 86458 - | 2000 CB47                | 2 febbraio 2000  | LINEAR                           |
| 86459 - | 2000 CS49                | 2 febbraio 2000  | LINEAR                           |
| 86460 - | 2000 CC52                | 2 febbraio 2000  | LINEAR                           |
| 86461 - | 2000 CN52                | 2 febbraio 2000  | LINEAR                           |
| 86462 - | 2000 CL56                | 4 febbraio 2000  | LINEAR                           |
| 86463 - | 2000 CV57                | 5 febbraio 2000  | LINEAR                           |
| 86464 - | 2000 CU62                | 2 febbraio 2000  | LINEAR                           |
| 86465 - | 2000 CU63                | 2 febbraio 2000  | LINEAR                           |
| 86466 - | 2000 CS66                | 6 febbraio 2000  | LINEAR                           |
| 86467 - | 2000 CB70                | 2 febbraio 2000  | LINEAR                           |
| 86468 - | 2000 CR70                | 7 febbraio 2000  | LINEAR                           |
| 86469 - | 2000 CV70                | 7 febbraio 2000  | LINEAR                           |
| 86470 - | 2000 CV76                | 10 febbraio 2000 | K. Korlević                      |
| 86471 - | 2000 CX76                | 10 febbraio 2000 | K. Korlević                      |
| 86472 - | 2000 CZ76                | 10 febbraio 2000 | K. Korlević                      |
| 86473 - | 2000 CF79                | 8 febbraio 2000  | Spacewatch                       |
| 86474 - | 2000 CT79                | 8 febbraio 2000  | Spacewatch                       |
| 86475 - | 2000 CJ80                | 4 febbraio 2000  | LINEAR                           |
| 86476 - | 2000 CT82                | 4 febbraio 2000  | LINEAR                           |
| 86477 - | 2000 CU85                | 4 febbraio 2000  | LINEAR                           |
| 86478 - | 2000 CL87                | 4 febbraio 2000  | LINEAR                           |
| 86479 - | 2000 CG90                | 6 febbraio 2000  | LINEAR                           |
| 86480 - | 2000 CT97                | 9 febbraio 2000  | R. H. McNaught                   |
| 86481 - | 2000 CX102               | 4 febbraio 2000  | LINEAR                           |
| 86482 - | 2000 CJ104               | 7 febbraio 2000  | BAO Schmidt CCD Asteroid Program |
| 86483 - | 2000 CT111               | 6 febbraio 2000  | CSS                              |
| 86484 - | 2000 CD120               | 2 febbraio 2000  | LINEAR                           |
| 86485 - | 2000 CF126               | 3 febbraio 2000  | LINEAR                           |
| 86486 - | 2000 CE135               | 4 febbraio 2000  | Spacewatch                       |
| 86487 - | 2000 CQ144               | 6 febbraio 2000  | Spacewatch                       |
| 86488 - | 2000 DQ5                 | 25 febbraio 2000 | LINEAR                           |
| 86489 - | 2000 DU9                 | 26 febbraio 2000 | Spacewatch                       |
| 86490 - | 2000 DA15                | 26 febbraio 2000 | CSS                              |
| 86491 - | 2000 DL15                | 26 febbraio 2000 | CSS                              |
| 86492 - | 2000 DN15                | 26 febbraio 2000 | CSS                              |
| 86493 - | 2000 DD17                | 29 febbraio 2000 | LINEAR                           |
| 86494 - | 2000 DT19                | 29 febbraio 2000 | LINEAR                           |
| 86495 - | 2000 DT21                | 29 febbraio 2000 | LINEAR                           |
| 86496 - | 2000 DC29                | 29 febbraio 2000 | LINEAR                           |
| 86497 - | 2000 DO29                | 29 febbraio 2000 | LINEAR                           |
| 86498 - | 2000 DQ29                | 29 febbraio 2000 | LINEAR                           |
| 86499 - | 2000 DZ30                | 29 febbraio 2000 | LINEAR                           |
| 86500 - | 2000 DR32                | 29 febbraio 2000 | LINEAR                           |

## 86501-86600
| Nome       | Designazione provvisoria | Data di scoperta | Scopritore  |
| ---------- | ------------------------ | ---------------- | ----------- |
| 86501 -    | 2000 DR35                | 29 febbraio 2000 | LINEAR      |
| 86502 -    | 2000 DO38                | 29 febbraio 2000 | LINEAR      |
| 86503 -    | 2000 DQ39                | 29 febbraio 2000 | LINEAR      |
| 86504 -    | 2000 DG41                | 29 febbraio 2000 | LINEAR      |
| 86505 -    | 2000 DS42                | 29 febbraio 2000 | LINEAR      |
| 86506 -    | 2000 DR43                | 29 febbraio 2000 | LINEAR      |
| 86507 -    | 2000 DQ44                | 29 febbraio 2000 | LINEAR      |
| 86508 -    | 2000 DU44                | 29 febbraio 2000 | LINEAR      |
| 86509 -    | 2000 DJ47                | 29 febbraio 2000 | LINEAR      |
| 86510 -    | 2000 DE53                | 29 febbraio 2000 | LINEAR      |
| 86511 -    | 2000 DB54                | 29 febbraio 2000 | LINEAR      |
| 86512 -    | 2000 DN58                | 29 febbraio 2000 | LINEAR      |
| 86513 -    | 2000 DU61                | 29 febbraio 2000 | LINEAR      |
| 86514 -    | 2000 DW63                | 29 febbraio 2000 | LINEAR      |
| 86515 -    | 2000 DY64                | 29 febbraio 2000 | LINEAR      |
| 86516 -    | 2000 DT67                | 29 febbraio 2000 | LINEAR      |
| 86517 -    | 2000 DC68                | 29 febbraio 2000 | LINEAR      |
| 86518 -    | 2000 DL68                | 29 febbraio 2000 | LINEAR      |
| 86519 -    | 2000 DM68                | 29 febbraio 2000 | LINEAR      |
| 86520 -    | 2000 DH69                | 29 febbraio 2000 | LINEAR      |
| 86521 -    | 2000 DP69                | 29 febbraio 2000 | LINEAR      |
| 86522 -    | 2000 DA73                | 29 febbraio 2000 | LINEAR      |
| 86523 -    | 2000 DC74                | 29 febbraio 2000 | LINEAR      |
| 86524 -    | 2000 DK74                | 29 febbraio 2000 | LINEAR      |
| 86525 -    | 2000 DD76                | 29 febbraio 2000 | LINEAR      |
| 86526 -    | 2000 DG76                | 29 febbraio 2000 | LINEAR      |
| 86527 -    | 2000 DH76                | 29 febbraio 2000 | LINEAR      |
| 86528 -    | 2000 DC78                | 29 febbraio 2000 | LINEAR      |
| 86529 -    | 2000 DN79                | 28 febbraio 2000 | LINEAR      |
| 86530 -    | 2000 DA80                | 28 febbraio 2000 | LINEAR      |
| 86531 -    | 2000 DU81                | 28 febbraio 2000 | LINEAR      |
| 86532 -    | 2000 DO86                | 29 febbraio 2000 | LINEAR      |
| 86533 -    | 2000 DQ98                | 29 febbraio 2000 | LINEAR      |
| 86534 -    | 2000 DT98                | 29 febbraio 2000 | LINEAR      |
| 86535 -    | 2000 DK99                | 29 febbraio 2000 | LINEAR      |
| 86536 -    | 2000 DN100               | 29 febbraio 2000 | LINEAR      |
| 86537 -    | 2000 DQ102               | 29 febbraio 2000 | LINEAR      |
| 86538 -    | 2000 DR102               | 29 febbraio 2000 | LINEAR      |
| 86539 -    | 2000 DQ103               | 29 febbraio 2000 | LINEAR      |
| 86540 -    | 2000 DQ104               | 29 febbraio 2000 | LINEAR      |
| 86541 -    | 2000 DJ105               | 29 febbraio 2000 | LINEAR      |
| 86542 -    | 2000 DO105               | 29 febbraio 2000 | LINEAR      |
| 86543 -    | 2000 DR106               | 29 febbraio 2000 | LINEAR      |
| 86544 -    | 2000 DX106               | 29 febbraio 2000 | LINEAR      |
| 86545 -    | 2000 DC109               | 29 febbraio 2000 | LINEAR      |
| 86546 -    | 2000 DW111               | 29 febbraio 2000 | LINEAR      |
| 86547 -    | 2000 DS115               | 28 febbraio 2000 | Spacewatch  |
| 86548 -    | 2000 DZ115               | 27 febbraio 2000 | CSS         |
| 86549 -    | 2000 EG                  | 2 marzo 2000     | P. G. Comba |
| 86550 -    | 2000 EA3                 | 3 marzo 2000     | LINEAR      |
| 86551 Seth | 2000 EE4                 | 4 marzo 2000     | N. Brady    |
| 86552 -    | 2000 EY6                 | 2 marzo 2000     | Spacewatch  |
| 86553 -    | 2000 ER8                 | 3 marzo 2000     | LINEAR      |
| 86554 -    | 2000 EH9                 | 3 marzo 2000     | LINEAR      |
| 86555 -    | 2000 EB12                | 4 marzo 2000     | LINEAR      |
| 86556 -    | 2000 EN12                | 4 marzo 2000     | LINEAR      |
| 86557 -    | 2000 EC16                | 3 marzo 2000     | Spacewatch  |
| 86558 -    | 2000 EQ16                | 3 marzo 2000     | LINEAR      |
| 86559 -    | 2000 EZ18                | 13 marzo 2000    | LINEAR      |
| 86560 -    | 2000 EQ19                | 5 marzo 2000     | LINEAR      |
| 86561 -    | 2000 EM25                | 8 marzo 2000     | Spacewatch  |
| 86562 -    | 2000 EP25                | 8 marzo 2000     | Spacewatch  |
| 86563 -    | 2000 EP28                | 4 marzo 2000     | LINEAR      |
| 86564 -    | 2000 EU28                | 4 marzo 2000     | LINEAR      |
| 86565 -    | 2000 EW30                | 5 marzo 2000     | LINEAR      |
| 86566 -    | 2000 EY31                | 5 marzo 2000     | LINEAR      |
| 86567 -    | 2000 EB32                | 5 marzo 2000     | LINEAR      |
| 86568 -    | 2000 EU32                | 5 marzo 2000     | LINEAR      |
| 86569 -    | 2000 EN36                | 5 marzo 2000     | LINEAR      |
| 86570 -    | 2000 EH38                | 8 marzo 2000     | LINEAR      |
| 86571 -    | 2000 EU38                | 8 marzo 2000     | LINEAR      |
| 86572 -    | 2000 ET39                | 8 marzo 2000     | LINEAR      |
| 86573 -    | 2000 EB42                | 8 marzo 2000     | LINEAR      |
| 86574 -    | 2000 EY42                | 8 marzo 2000     | LINEAR      |
| 86575 -    | 2000 EF43                | 8 marzo 2000     | LINEAR      |
| 86576 -    | 2000 EZ45                | 9 marzo 2000     | LINEAR      |
| 86577 -    | 2000 EJ46                | 9 marzo 2000     | LINEAR      |
| 86578 -    | 2000 EE48                | 9 marzo 2000     | LINEAR      |
| 86579 -    | 2000 ER48                | 9 marzo 2000     | LINEAR      |
| 86580 -    | 2000 EV48                | 9 marzo 2000     | LINEAR      |
| 86581 -    | 2000 EW54                | 10 marzo 2000    | Spacewatch  |
| 86582 -    | 2000 ED56                | 8 marzo 2000     | LINEAR      |
| 86583 -    | 2000 EJ57                | 8 marzo 2000     | LINEAR      |
| 86584 -    | 2000 ES57                | 8 marzo 2000     | LINEAR      |
| 86585 -    | 2000 EX57                | 8 marzo 2000     | LINEAR      |
| 86586 -    | 2000 EQ58                | 8 marzo 2000     | LINEAR      |
| 86587 -    | 2000 ES60                | 10 marzo 2000    | LINEAR      |
| 86588 -    | 2000 EG61                | 10 marzo 2000    | LINEAR      |
| 86589 -    | 2000 EP62                | 10 marzo 2000    | LINEAR      |
| 86590 -    | 2000 EQ62                | 10 marzo 2000    | LINEAR      |
| 86591 -    | 2000 EP63                | 10 marzo 2000    | LINEAR      |
| 86592 -    | 2000 EW64                | 10 marzo 2000    | LINEAR      |
| 86593 -    | 2000 EX64                | 10 marzo 2000    | LINEAR      |
| 86594 -    | 2000 EH65                | 10 marzo 2000    | LINEAR      |
| 86595 -    | 2000 EW65                | 10 marzo 2000    | LINEAR      |
| 86596 -    | 2000 EO67                | 10 marzo 2000    | LINEAR      |
| 86597 -    | 2000 EG68                | 10 marzo 2000    | LINEAR      |
| 86598 -    | 2000 EQ69                | 10 marzo 2000    | LINEAR      |
| 86599 -    | 2000 EM70                | 10 marzo 2000    | LINEAR      |
| 86600 -    | 2000 EW74                | 11 marzo 2000    | Spacewatch  |

## 86601-86700
| Nome    | Designazione provvisoria | Data di scoperta | Scopritore |
| ------- | ------------------------ | ---------------- | ---------- |
| 86601 - | 2000 EU75                | 5 marzo 2000     | LINEAR     |
| 86602 - | 2000 EN76                | 5 marzo 2000     | LINEAR     |
| 86603 - | 2000 EX77                | 5 marzo 2000     | LINEAR     |
| 86604 - | 2000 EM78                | 5 marzo 2000     | LINEAR     |
| 86605 - | 2000 ES81                | 5 marzo 2000     | LINEAR     |
| 86606 - | 2000 EB84                | 5 marzo 2000     | LINEAR     |
| 86607 - | 2000 ET84                | 8 marzo 2000     | LINEAR     |
| 86608 - | 2000 EK85                | 8 marzo 2000     | LINEAR     |
| 86609 - | 2000 EP90                | 9 marzo 2000     | LINEAR     |
| 86610 - | 2000 EB92                | 9 marzo 2000     | LINEAR     |
| 86611 - | 2000 EE92                | 9 marzo 2000     | LINEAR     |
| 86612 - | 2000 EY97                | 12 marzo 2000    | LINEAR     |
| 86613 - | 2000 EW98                | 10 marzo 2000    | Spacewatch |
| 86614 - | 2000 EA103               | 9 marzo 2000     | LINEAR     |
| 86615 - | 2000 EJ109               | 8 marzo 2000     | NEAT       |
| 86616 - | 2000 EP110               | 8 marzo 2000     | NEAT       |
| 86617 - | 2000 EY113               | 9 marzo 2000     | LINEAR     |
| 86618 - | 2000 EX116               | 10 marzo 2000    | LINEAR     |
| 86619 - | 2000 EF120               | 11 marzo 2000    | LONEOS     |
| 86620 - | 2000 EY120               | 11 marzo 2000    | LONEOS     |
| 86621 - | 2000 EB121               | 11 marzo 2000    | LONEOS     |
| 86622 - | 2000 EV121               | 11 marzo 2000    | CSS        |
| 86623 - | 2000 EK122               | 11 marzo 2000    | LONEOS     |
| 86624 - | 2000 EA123               | 11 marzo 2000    | CSS        |
| 86625 - | 2000 EQ124               | 11 marzo 2000    | LONEOS     |
| 86626 - | 2000 EV124               | 11 marzo 2000    | LONEOS     |
| 86627 - | 2000 EJ126               | 11 marzo 2000    | LONEOS     |
| 86628 - | 2000 ED127               | 11 marzo 2000    | LONEOS     |
| 86629 - | 2000 EJ128               | 11 marzo 2000    | LONEOS     |
| 86630 - | 2000 EL132               | 11 marzo 2000    | LINEAR     |
| 86631 - | 2000 EM132               | 11 marzo 2000    | LINEAR     |
| 86632 - | 2000 ES132               | 11 marzo 2000    | LINEAR     |
| 86633 - | 2000 EY132               | 11 marzo 2000    | LINEAR     |
| 86634 - | 2000 ED133               | 11 marzo 2000    | LINEAR     |
| 86635 - | 2000 EE133               | 11 marzo 2000    | LINEAR     |
| 86636 - | 2000 ER133               | 11 marzo 2000    | LONEOS     |
| 86637 - | 2000 EO134               | 11 marzo 2000    | LONEOS     |
| 86638 - | 2000 EQ134               | 11 marzo 2000    | LONEOS     |
| 86639 - | 2000 EA135               | 11 marzo 2000    | LONEOS     |
| 86640 - | 2000 EN135               | 11 marzo 2000    | LONEOS     |
| 86641 - | 2000 EA136               | 11 marzo 2000    | LINEAR     |
| 86642 - | 2000 EH140               | 1 marzo 2000     | CSS        |
| 86643 - | 2000 ES141               | 2 marzo 2000     | CSS        |
| 86644 - | 2000 EB145               | 3 marzo 2000     | CSS        |
| 86645 - | 2000 ES145               | 3 marzo 2000     | LINEAR     |
| 86646 - | 2000 EG147               | 4 marzo 2000     | CSS        |
| 86647 - | 2000 EQ150               | 5 marzo 2000     | NEAT       |
| 86648 - | 2000 EG152               | 6 marzo 2000     | NEAT       |
| 86649 - | 2000 EM152               | 6 marzo 2000     | NEAT       |
| 86650 - | 2000 EW153               | 6 marzo 2000     | NEAT       |
| 86651 - | 2000 EC154               | 6 marzo 2000     | NEAT       |
| 86652 - | 2000 EY158               | 12 marzo 2000    | LONEOS     |
| 86653 - | 2000 EY170               | 5 marzo 2000     | LINEAR     |
| 86654 - | 2000 ED172               | 10 marzo 2000    | LINEAR     |
| 86655 - | 2000 ET183               | 5 marzo 2000     | LINEAR     |
| 86656 - | 2000 EH184               | 5 marzo 2000     | LINEAR     |
| 86657 - | 2000 EG185               | 5 marzo 2000     | NEAT       |
| 86658 - | 2000 EQ185               | 5 marzo 2000     | NEAT       |
| 86659 - | 2000 ER185               | 1 marzo 2000     | Spacewatch |
| 86660 - | 2000 EH200               | 1 marzo 2000     | CSS        |
| 86661 - | 2000 FG3                 | 28 marzo 2000    | LINEAR     |
| 86662 - | 2000 FA6                 | 25 marzo 2000    | Spacewatch |
| 86663 - | 2000 FS6                 | 27 marzo 2000    | Spacewatch |
| 86664 - | 2000 FS9                 | 30 marzo 2000    | Spacewatch |
| 86665 - | 2000 FD10                | 30 marzo 2000    | Spacewatch |
| 86666 - | 2000 FL10                | 30 marzo 2000    | CSS        |
| 86667 - | 2000 FO10                | 30 marzo 2000    | LINEAR     |
| 86668 - | 2000 FZ10                | 30 marzo 2000    | LINEAR     |
| 86669 - | 2000 FV14                | 29 marzo 2000    | LINEAR     |
| 86670 - | 2000 FN15                | 28 marzo 2000    | LINEAR     |
| 86671 - | 2000 FA19                | 29 marzo 2000    | LINEAR     |
| 86672 - | 2000 FV19                | 29 marzo 2000    | LINEAR     |
| 86673 - | 2000 FB23                | 29 marzo 2000    | LINEAR     |
| 86674 - | 2000 FK23                | 29 marzo 2000    | LINEAR     |
| 86675 - | 2000 FP25                | 27 marzo 2000    | LONEOS     |
| 86676 - | 2000 FY28                | 27 marzo 2000    | LONEOS     |
| 86677 - | 2000 FA29                | 27 marzo 2000    | LONEOS     |
| 86678 - | 2000 FK29                | 27 marzo 2000    | LONEOS     |
| 86679 - | 2000 FR30                | 27 marzo 2000    | LONEOS     |
| 86680 - | 2000 FG31                | 28 marzo 2000    | LINEAR     |
| 86681 - | 2000 FK33                | 29 marzo 2000    | LINEAR     |
| 86682 - | 2000 FB35                | 29 marzo 2000    | LINEAR     |
| 86683 - | 2000 FF35                | 29 marzo 2000    | LINEAR     |
| 86684 - | 2000 FH38                | 29 marzo 2000    | LINEAR     |
| 86685 - | 2000 FO39                | 29 marzo 2000    | LINEAR     |
| 86686 - | 2000 FU39                | 29 marzo 2000    | LINEAR     |
| 86687 - | 2000 FH41                | 29 marzo 2000    | LINEAR     |
| 86688 - | 2000 FA44                | 29 marzo 2000    | LINEAR     |
| 86689 - | 2000 FN45                | 29 marzo 2000    | LINEAR     |
| 86690 - | 2000 FS45                | 29 marzo 2000    | LINEAR     |
| 86691 - | 2000 FE46                | 29 marzo 2000    | LINEAR     |
| 86692 - | 2000 FS47                | 29 marzo 2000    | LINEAR     |
| 86693 - | 2000 FR48                | 30 marzo 2000    | LINEAR     |
| 86694 - | 2000 FC49                | 30 marzo 2000    | LINEAR     |
| 86695 - | 2000 FF49                | 30 marzo 2000    | LINEAR     |
| 86696 - | 2000 FO49                | 30 marzo 2000    | LINEAR     |
| 86697 - | 2000 FY49                | 30 marzo 2000    | LINEAR     |
| 86698 - | 2000 FJ55                | 30 marzo 2000    | CSS        |
| 86699 - | 2000 FU55                | 27 marzo 2000    | LONEOS     |
| 86700 - | 2000 FD58                | 26 marzo 2000    | LONEOS     |

## 86701-86800
| Nome    | Designazione provvisoria | Data di scoperta | Scopritore  |
| ------- | ------------------------ | ---------------- | ----------- |
| 86701 - | 2000 FP59                | 29 marzo 2000    | LINEAR      |
| 86702 - | 2000 FM60                | 29 marzo 2000    | LINEAR      |
| 86703 - | 2000 FC61                | 29 marzo 2000    | LINEAR      |
| 86704 - | 2000 FS63                | 29 marzo 2000    | LINEAR      |
| 86705 - | 2000 FW64                | 30 marzo 2000    | LINEAR      |
| 86706 - | 2000 FY73                | 29 marzo 2000    | LINEAR      |
| 86707 - | 2000 GJ                  | 2 aprile 2000    | P. G. Comba |
| 86708 - | 2000 GK5                 | 4 aprile 2000    | LINEAR      |
| 86709 - | 2000 GR5                 | 4 aprile 2000    | LINEAR      |
| 86710 - | 2000 GU5                 | 4 aprile 2000    | LINEAR      |
| 86711 - | 2000 GB6                 | 4 aprile 2000    | LINEAR      |
| 86712 - | 2000 GO6                 | 4 aprile 2000    | LINEAR      |
| 86713 - | 2000 GY8                 | 5 aprile 2000    | LINEAR      |
| 86714 - | 2000 GN9                 | 5 aprile 2000    | LINEAR      |
| 86715 - | 2000 GO9                 | 5 aprile 2000    | LINEAR      |
| 86716 - | 2000 GW10                | 5 aprile 2000    | LINEAR      |
| 86717 - | 2000 GG11                | 5 aprile 2000    | LINEAR      |
| 86718 - | 2000 GO14                | 5 aprile 2000    | LINEAR      |
| 86719 - | 2000 GA19                | 5 aprile 2000    | LINEAR      |
| 86720 - | 2000 GC19                | 5 aprile 2000    | LINEAR      |
| 86721 - | 2000 GJ28                | 5 aprile 2000    | LINEAR      |
| 86722 - | 2000 GY28                | 5 aprile 2000    | LINEAR      |
| 86723 - | 2000 GG30                | 5 aprile 2000    | LINEAR      |
| 86724 - | 2000 GY30                | 5 aprile 2000    | LINEAR      |
| 86725 - | 2000 GG32                | 5 aprile 2000    | LINEAR      |
| 86726 - | 2000 GN34                | 5 aprile 2000    | LINEAR      |
| 86727 - | 2000 GW34                | 5 aprile 2000    | LINEAR      |
| 86728 - | 2000 GV35                | 5 aprile 2000    | LINEAR      |
| 86729 - | 2000 GX36                | 5 aprile 2000    | LINEAR      |
| 86730 - | 2000 GY37                | 5 aprile 2000    | LINEAR      |
| 86731 - | 2000 GV38                | 5 aprile 2000    | LINEAR      |
| 86732 - | 2000 GK39                | 5 aprile 2000    | LINEAR      |
| 86733 - | 2000 GS41                | 5 aprile 2000    | LINEAR      |
| 86734 - | 2000 GT42                | 5 aprile 2000    | LINEAR      |
| 86735 - | 2000 GF43                | 5 aprile 2000    | LINEAR      |
| 86736 - | 2000 GE45                | 5 aprile 2000    | LINEAR      |
| 86737 - | 2000 GV46                | 5 aprile 2000    | LINEAR      |
| 86738 - | 2000 GB51                | 5 aprile 2000    | LINEAR      |
| 86739 - | 2000 GC51                | 5 aprile 2000    | LINEAR      |
| 86740 - | 2000 GM51                | 5 aprile 2000    | LINEAR      |
| 86741 - | 2000 GW52                | 5 aprile 2000    | LINEAR      |
| 86742 - | 2000 GR53                | 5 aprile 2000    | LINEAR      |
| 86743 - | 2000 GS56                | 5 aprile 2000    | LINEAR      |
| 86744 - | 2000 GE57                | 5 aprile 2000    | LINEAR      |
| 86745 - | 2000 GJ57                | 5 aprile 2000    | LINEAR      |
| 86746 - | 2000 GW57                | 5 aprile 2000    | LINEAR      |
| 86747 - | 2000 GZ57                | 5 aprile 2000    | LINEAR      |
| 86748 - | 2000 GP58                | 5 aprile 2000    | LINEAR      |
| 86749 - | 2000 GF60                | 5 aprile 2000    | LINEAR      |
| 86750 - | 2000 GS63                | 5 aprile 2000    | LINEAR      |
| 86751 - | 2000 GQ64                | 5 aprile 2000    | LINEAR      |
| 86752 - | 2000 GB66                | 5 aprile 2000    | LINEAR      |
| 86753 - | 2000 GK67                | 5 aprile 2000    | LINEAR      |
| 86754 - | 2000 GS67                | 5 aprile 2000    | LINEAR      |
| 86755 - | 2000 GO68                | 5 aprile 2000    | LINEAR      |
| 86756 - | 2000 GV69                | 5 aprile 2000    | LINEAR      |
| 86757 - | 2000 GA70                | 5 aprile 2000    | LINEAR      |
| 86758 - | 2000 GV71                | 5 aprile 2000    | LINEAR      |
| 86759 - | 2000 GX72                | 5 aprile 2000    | LINEAR      |
| 86760 - | 2000 GQ75                | 5 aprile 2000    | LINEAR      |
| 86761 - | 2000 GR75                | 5 aprile 2000    | LINEAR      |
| 86762 - | 2000 GS75                | 5 aprile 2000    | LINEAR      |
| 86763 - | 2000 GH78                | 5 aprile 2000    | LINEAR      |
| 86764 - | 2000 GP78                | 5 aprile 2000    | LINEAR      |
| 86765 - | 2000 GC84                | 3 aprile 2000    | LINEAR      |
| 86766 - | 2000 GD84                | 3 aprile 2000    | LINEAR      |
| 86767 - | 2000 GX84                | 3 aprile 2000    | LINEAR      |
| 86768 - | 2000 GA86                | 4 aprile 2000    | LINEAR      |
| 86769 - | 2000 GE87                | 4 aprile 2000    | LINEAR      |
| 86770 - | 2000 GN87                | 4 aprile 2000    | LINEAR      |
| 86771 - | 2000 GS87                | 4 aprile 2000    | LINEAR      |
| 86772 - | 2000 GK88                | 4 aprile 2000    | LINEAR      |
| 86773 - | 2000 GT88                | 4 aprile 2000    | LINEAR      |
| 86774 - | 2000 GH89                | 4 aprile 2000    | LINEAR      |
| 86775 - | 2000 GL90                | 4 aprile 2000    | LINEAR      |
| 86776 - | 2000 GR91                | 4 aprile 2000    | LINEAR      |
| 86777 - | 2000 GV91                | 4 aprile 2000    | LINEAR      |
| 86778 - | 2000 GX91                | 4 aprile 2000    | LINEAR      |
| 86779 - | 2000 GG92                | 4 aprile 2000    | LINEAR      |
| 86780 - | 2000 GO92                | 5 aprile 2000    | LINEAR      |
| 86781 - | 2000 GT92                | 5 aprile 2000    | LINEAR      |
| 86782 - | 2000 GZ92                | 5 aprile 2000    | LINEAR      |
| 86783 - | 2000 GX93                | 5 aprile 2000    | LINEAR      |
| 86784 - | 2000 GZ93                | 5 aprile 2000    | LINEAR      |
| 86785 - | 2000 GW94                | 6 aprile 2000    | LINEAR      |
| 86786 - | 2000 GS97                | 7 aprile 2000    | LINEAR      |
| 86787 - | 2000 GZ97                | 7 aprile 2000    | LINEAR      |
| 86788 - | 2000 GX98                | 7 aprile 2000    | LINEAR      |
| 86789 - | 2000 GD99                | 7 aprile 2000    | LINEAR      |
| 86790 - | 2000 GE100               | 7 aprile 2000    | LINEAR      |
| 86791 - | 2000 GN100               | 7 aprile 2000    | LINEAR      |
| 86792 - | 2000 GM103               | 7 aprile 2000    | LINEAR      |
| 86793 - | 2000 GF104               | 7 aprile 2000    | LINEAR      |
| 86794 - | 2000 GL104               | 7 aprile 2000    | LINEAR      |
| 86795 - | 2000 GM105               | 7 aprile 2000    | LINEAR      |
| 86796 - | 2000 GY107               | 7 aprile 2000    | LINEAR      |
| 86797 - | 2000 GM108               | 7 aprile 2000    | LINEAR      |
| 86798 - | 2000 GW111               | 3 aprile 2000    | LONEOS      |
| 86799 - | 2000 GH112               | 3 aprile 2000    | LONEOS      |
| 86800 - | 2000 GG113               | 6 aprile 2000    | LINEAR      |

## 86801-86900
| Nome    | Designazione provvisoria | Data di scoperta | Scopritore                  |
| ------- | ------------------------ | ---------------- | --------------------------- |
| 86801 - | 2000 GJ113               | 6 aprile 2000    | LINEAR                      |
| 86802 - | 2000 GY113               | 7 aprile 2000    | LINEAR                      |
| 86803 - | 2000 GZ114               | 8 aprile 2000    | LINEAR                      |
| 86804 - | 2000 GH115               | 8 aprile 2000    | LINEAR                      |
| 86805 - | 2000 GR115               | 8 aprile 2000    | LINEAR                      |
| 86806 - | 2000 GS115               | 8 aprile 2000    | LINEAR                      |
| 86807 - | 2000 GE116               | 8 aprile 2000    | LINEAR                      |
| 86808 - | 2000 GW116               | 2 aprile 2000    | Spacewatch                  |
| 86809 - | 2000 GC124               | 7 aprile 2000    | LINEAR                      |
| 86810 - | 2000 GD124               | 7 aprile 2000    | LINEAR                      |
| 86811 - | 2000 GX124               | 7 aprile 2000    | LINEAR                      |
| 86812 - | 2000 GB125               | 7 aprile 2000    | LINEAR                      |
| 86813 - | 2000 GS131               | 7 aprile 2000    | Spacewatch                  |
| 86814 - | 2000 GB133               | 13 aprile 2000   | P. G. Comba                 |
| 86815 - | 2000 GL134               | 8 aprile 2000    | LINEAR                      |
| 86816 - | 2000 GB135               | 8 aprile 2000    | LINEAR                      |
| 86817 - | 2000 GY135               | 12 aprile 2000   | LINEAR                      |
| 86818 - | 2000 GK136               | 12 aprile 2000   | LINEAR                      |
| 86819 - | 2000 GK137               | 13 aprile 2000   | LINEAR                      |
| 86820 - | 2000 GJ138               | 4 aprile 2000    | LONEOS                      |
| 86821 - | 2000 GV138               | 4 aprile 2000    | LONEOS                      |
| 86822 - | 2000 GY139               | 4 aprile 2000    | LONEOS                      |
| 86823 - | 2000 GO140               | 4 aprile 2000    | LONEOS                      |
| 86824 - | 2000 GS140               | 4 aprile 2000    | LONEOS                      |
| 86825 - | 2000 GM141               | 7 aprile 2000    | LONEOS                      |
| 86826 - | 2000 GG142               | 7 aprile 2000    | LONEOS                      |
| 86827 - | 2000 GN145               | 10 aprile 2000   | Spacewatch                  |
| 86828 - | 2000 GR145               | 11 aprile 2000   | Spacewatch                  |
| 86829 - | 2000 GR146               | 12 aprile 2000   | LINEAR                      |
| 86830 - | 2000 GN147               | 2 aprile 2000    | LONEOS                      |
| 86831 - | 2000 GT147               | 2 aprile 2000    | Spacewatch                  |
| 86832 - | 2000 GU152               | 6 aprile 2000    | LONEOS                      |
| 86833 - | 2000 GZ153               | 6 aprile 2000    | LONEOS                      |
| 86834 - | 2000 GY156               | 6 aprile 2000    | Spacewatch                  |
| 86835 - | 2000 GJ158               | 7 aprile 2000    | LONEOS                      |
| 86836 - | 2000 GE160               | 7 aprile 2000    | LINEAR                      |
| 86837 - | 2000 GH160               | 7 aprile 2000    | LINEAR                      |
| 86838 - | 2000 GY161               | 7 aprile 2000    | LONEOS                      |
| 86839 - | 2000 GD162               | 7 aprile 2000    | LONEOS                      |
| 86840 - | 2000 GF162               | 7 aprile 2000    | LINEAR                      |
| 86841 - | 2000 GC163               | 9 aprile 2000    | LONEOS                      |
| 86842 - | 2000 GQ166               | 5 aprile 2000    | LINEAR                      |
| 86843 - | 2000 GM168               | 4 aprile 2000    | LONEOS                      |
| 86844 - | 2000 GW170               | 5 aprile 2000    | LONEOS                      |
| 86845 - | 2000 GP172               | 2 aprile 2000    | LONEOS                      |
| 86846 - | 2000 GC173               | 3 aprile 2000    | LINEAR                      |
| 86847 - | 2000 GV174               | 3 aprile 2000    | Spacewatch                  |
| 86848 - | 2000 GL176               | 2 aprile 2000    | Spacewatch                  |
| 86849 - | 2000 GY179               | 5 aprile 2000    | LONEOS                      |
| 86850 - | 2000 GA183               | 2 aprile 2000    | LONEOS                      |
| 86851 - | 2000 HK                  | 24 aprile 2000   | Spacewatch                  |
| 86852 - | 2000 HJ2                 | 25 aprile 2000   | Spacewatch                  |
| 86853 - | 2000 HC5                 | 27 aprile 2000   | LINEAR                      |
| 86854 - | 2000 HF5                 | 28 aprile 2000   | LINEAR                      |
| 86855 - | 2000 HQ5                 | 24 aprile 2000   | Spacewatch                  |
| 86856 - | 2000 HE9                 | 27 aprile 2000   | LINEAR                      |
| 86857 - | 2000 HW9                 | 27 aprile 2000   | LINEAR                      |
| 86858 - | 2000 HS11                | 28 aprile 2000   | LINEAR                      |
| 86859 - | 2000 HU11                | 28 aprile 2000   | LINEAR                      |
| 86860 - | 2000 HX11                | 28 aprile 2000   | LINEAR                      |
| 86861 - | 2000 HA12                | 28 aprile 2000   | LINEAR                      |
| 86862 - | 2000 HU13                | 28 aprile 2000   | LINEAR                      |
| 86863 - | 2000 HY14                | 27 aprile 2000   | LINEAR                      |
| 86864 - | 2000 HH16                | 29 aprile 2000   | LINEAR                      |
| 86865 - | 2000 HV16                | 24 aprile 2000   | Spacewatch                  |
| 86866 - | 2000 HD18                | 24 aprile 2000   | Spacewatch                  |
| 86867 - | 2000 HU18                | 25 aprile 2000   | Spacewatch                  |
| 86868 - | 2000 HA20                | 27 aprile 2000   | Spacewatch                  |
| 86869 - | 2000 HF20                | 29 aprile 2000   | Spacewatch                  |
| 86870 - | 2000 HK20                | 29 aprile 2000   | Spacewatch                  |
| 86871 - | 2000 HA21                | 27 aprile 2000   | LINEAR                      |
| 86872 - | 2000 HE21                | 27 aprile 2000   | LINEAR                      |
| 86873 - | 2000 HH21                | 27 aprile 2000   | LINEAR                      |
| 86874 - | 2000 HL21                | 27 aprile 2000   | LINEAR                      |
| 86875 - | 2000 HN21                | 28 aprile 2000   | LINEAR                      |
| 86876 - | 2000 HZ21                | 29 aprile 2000   | LINEAR                      |
| 86877 - | 2000 HG22                | 29 aprile 2000   | LINEAR                      |
| 86878 - | 2000 HD24                | 30 aprile 2000   | NEAT                        |
| 86879 - | 2000 HS25                | 24 aprile 2000   | LONEOS                      |
| 86880 - | 2000 HE26                | 24 aprile 2000   | LONEOS                      |
| 86881 - | 2000 HD27                | 27 aprile 2000   | LINEAR                      |
| 86882 - | 2000 HE27                | 27 aprile 2000   | LINEAR                      |
| 86883 - | 2000 HH27                | 27 aprile 2000   | LINEAR                      |
| 86884 - | 2000 HJ27                | 27 aprile 2000   | LINEAR                      |
| 86885 - | 2000 HU27                | 28 aprile 2000   | LINEAR                      |
| 86886 - | 2000 HR29                | 28 aprile 2000   | LINEAR                      |
| 86887 - | 2000 HV29                | 28 aprile 2000   | LINEAR                      |
| 86888 - | 2000 HB30                | 28 aprile 2000   | LINEAR                      |
| 86889 - | 2000 HF30                | 28 aprile 2000   | LINEAR                      |
| 86890 - | 2000 HN31                | 29 aprile 2000   | LINEAR                      |
| 86891 - | 2000 HK32                | 29 aprile 2000   | LINEAR                      |
| 86892 - | 2000 HQ32                | 29 aprile 2000   | LINEAR                      |
| 86893 - | 2000 HK33                | 29 aprile 2000   | LINEAR                      |
| 86894 - | 2000 HJ34                | 25 aprile 2000   | LONEOS                      |
| 86895 - | 2000 HW34                | 25 aprile 2000   | Uppsala-DLR Asteroid Survey |
| 86896 - | 2000 HP37                | 29 aprile 2000   | LINEAR                      |
| 86897 - | 2000 HK39                | 29 aprile 2000   | Spacewatch                  |
| 86898 - | 2000 HE40                | 30 aprile 2000   | Spacewatch                  |
| 86899 - | 2000 HQ40                | 28 aprile 2000   | LINEAR                      |
| 86900 - | 2000 HM42                | 29 aprile 2000   | LINEAR                      |

## 86901-87000
| Nome    | Designazione provvisoria | Data di scoperta | Scopritore |
| ------- | ------------------------ | ---------------- | ---------- |
| 86901 - | 2000 HW44                | 26 aprile 2000   | LONEOS     |
| 86902 - | 2000 HQ45                | 26 aprile 2000   | LONEOS     |
| 86903 - | 2000 HK46                | 29 aprile 2000   | LINEAR     |
| 86904 - | 2000 HM46                | 29 aprile 2000   | LINEAR     |
| 86905 - | 2000 HT46                | 29 aprile 2000   | LINEAR     |
| 86906 - | 2000 HZ46                | 29 aprile 2000   | LINEAR     |
| 86907 - | 2000 HB47                | 29 aprile 2000   | LINEAR     |
| 86908 - | 2000 HD48                | 29 aprile 2000   | LINEAR     |
| 86909 - | 2000 HH48                | 29 aprile 2000   | LINEAR     |
| 86910 - | 2000 HM48                | 29 aprile 2000   | LINEAR     |
| 86911 - | 2000 HE50                | 29 aprile 2000   | LINEAR     |
| 86912 - | 2000 HN50                | 29 aprile 2000   | LINEAR     |
| 86913 - | 2000 HE51                | 29 aprile 2000   | LINEAR     |
| 86914 - | 2000 HG51                | 29 aprile 2000   | LINEAR     |
| 86915 - | 2000 HV51                | 29 aprile 2000   | LINEAR     |
| 86916 - | 2000 HG54                | 29 aprile 2000   | LINEAR     |
| 86917 - | 2000 HT54                | 29 aprile 2000   | LINEAR     |
| 86918 - | 2000 HY54                | 29 aprile 2000   | LINEAR     |
| 86919 - | 2000 HE56                | 24 aprile 2000   | LONEOS     |
| 86920 - | 2000 HM56                | 24 aprile 2000   | LONEOS     |
| 86921 - | 2000 HV56                | 24 aprile 2000   | LONEOS     |
| 86922 - | 2000 HZ56                | 24 aprile 2000   | LONEOS     |
| 86923 - | 2000 HV58                | 25 aprile 2000   | LONEOS     |
| 86924 - | 2000 HG59                | 25 aprile 2000   | LONEOS     |
| 86925 - | 2000 HO59                | 25 aprile 2000   | LONEOS     |
| 86926 - | 2000 HN60                | 25 aprile 2000   | LONEOS     |
| 86927 - | 2000 HH61                | 25 aprile 2000   | LONEOS     |
| 86928 - | 2000 HJ62                | 25 aprile 2000   | Spacewatch |
| 86929 - | 2000 HL65                | 26 aprile 2000   | LONEOS     |
| 86930 - | 2000 HO65                | 26 aprile 2000   | LONEOS     |
| 86931 - | 2000 HV65                | 26 aprile 2000   | LONEOS     |
| 86932 - | 2000 HY65                | 26 aprile 2000   | LONEOS     |
| 86933 - | 2000 HB66                | 26 aprile 2000   | LONEOS     |
| 86934 - | 2000 HY66                | 27 aprile 2000   | LONEOS     |
| 86935 - | 2000 HO69                | 25 aprile 2000   | LONEOS     |
| 86936 - | 2000 HZ69                | 26 aprile 2000   | LONEOS     |
| 86937 - | 2000 HB70                | 26 aprile 2000   | LONEOS     |
| 86938 - | 2000 HK70                | 26 aprile 2000   | LONEOS     |
| 86939 - | 2000 HV70                | 26 aprile 2000   | LONEOS     |
| 86940 - | 2000 HJ71                | 24 aprile 2000   | LONEOS     |
| 86941 - | 2000 HY71                | 25 aprile 2000   | LONEOS     |
| 86942 - | 2000 HD72                | 25 aprile 2000   | LONEOS     |
| 86943 - | 2000 HA77                | 27 aprile 2000   | LINEAR     |
| 86944 - | 2000 HN81                | 29 aprile 2000   | LONEOS     |
| 86945 - | 2000 HE85                | 29 aprile 2000   | Spacewatch |
| 86946 - | 2000 HG85                | 29 aprile 2000   | Spacewatch |
| 86947 - | 2000 HV85                | 30 aprile 2000   | LONEOS     |
| 86948 - | 2000 HK86                | 30 aprile 2000   | LONEOS     |
| 86949 - | 2000 HE87                | 30 aprile 2000   | Spacewatch |
| 86950 - | 2000 HC88                | 27 aprile 2000   | LINEAR     |
| 86951 - | 2000 HL88                | 27 aprile 2000   | LINEAR     |
| 86952 - | 2000 HT89                | 29 aprile 2000   | LINEAR     |
| 86953 - | 2000 HS91                | 30 aprile 2000   | LONEOS     |
| 86954 - | 2000 HF96                | 28 aprile 2000   | LONEOS     |
| 86955 - | 2000 HK96                | 28 aprile 2000   | LONEOS     |
| 86956 - | 2000 HD97                | 27 aprile 2000   | LINEAR     |
| 86957 - | 2000 HB101               | 25 aprile 2000   | LONEOS     |
| 86958 - | 2000 JQ                  | 1 maggio 2000    | LINEAR     |
| 86959 - | 2000 JG1                 | 2 maggio 2000    | LINEAR     |
| 86960 - | 2000 JM1                 | 1 maggio 2000    | LINEAR     |
| 86961 - | 2000 JO1                 | 1 maggio 2000    | LINEAR     |
| 86962 - | 2000 JN2                 | 3 maggio 2000    | LINEAR     |
| 86963 - | 2000 JS2                 | 1 maggio 2000    | LINEAR     |
| 86964 - | 2000 JV2                 | 3 maggio 2000    | LINEAR     |
| 86965 - | 2000 JD6                 | 2 maggio 2000    | LINEAR     |
| 86966 - | 2000 JP8                 | 6 maggio 2000    | LINEAR     |
| 86967 - | 2000 JB9                 | 1 maggio 2000    | LINEAR     |
| 86968 - | 2000 JW10                | 2 maggio 2000    | LINEAR     |
| 86969 - | 2000 JN11                | 3 maggio 2000    | LINEAR     |
| 86970 - | 2000 JW11                | 5 maggio 2000    | LINEAR     |
| 86971 - | 2000 JG13                | 6 maggio 2000    | LINEAR     |
| 86972 - | 2000 JM13                | 6 maggio 2000    | LINEAR     |
| 86973 - | 2000 JS14                | 6 maggio 2000    | LINEAR     |
| 86974 - | 2000 JH15                | 6 maggio 2000    | LINEAR     |
| 86975 - | 2000 JZ16                | 5 maggio 2000    | LINEAR     |
| 86976 - | 2000 JJ17                | 5 maggio 2000    | LINEAR     |
| 86977 - | 2000 JQ17                | 6 maggio 2000    | LINEAR     |
| 86978 - | 2000 JT18                | 3 maggio 2000    | LINEAR     |
| 86979 - | 2000 JW19                | 6 maggio 2000    | LINEAR     |
| 86980 - | 2000 JT22                | 7 maggio 2000    | LINEAR     |
| 86981 - | 2000 JM24                | 7 maggio 2000    | LINEAR     |
| 86982 - | 2000 JG25                | 7 maggio 2000    | LINEAR     |
| 86983 - | 2000 JA26                | 7 maggio 2000    | LINEAR     |
| 86984 - | 2000 JF26                | 7 maggio 2000    | LINEAR     |
| 86985 - | 2000 JU29                | 7 maggio 2000    | LINEAR     |
| 86986 - | 2000 JM30                | 7 maggio 2000    | LINEAR     |
| 86987 - | 2000 JW30                | 7 maggio 2000    | LINEAR     |
| 86988 - | 2000 JB31                | 7 maggio 2000    | LINEAR     |
| 86989 - | 2000 JO32                | 7 maggio 2000    | LINEAR     |
| 86990 - | 2000 JJ34                | 7 maggio 2000    | LINEAR     |
| 86991 - | 2000 JX34                | 7 maggio 2000    | LINEAR     |
| 86992 - | 2000 JN35                | 7 maggio 2000    | LINEAR     |
| 86993 - | 2000 JH36                | 7 maggio 2000    | LINEAR     |
| 86994 - | 2000 JP36                | 7 maggio 2000    | LINEAR     |
| 86995 - | 2000 JG37                | 7 maggio 2000    | LINEAR     |
| 86996 - | 2000 JM37                | 7 maggio 2000    | LINEAR     |
| 86997 - | 2000 JQ37                | 7 maggio 2000    | LINEAR     |
| 86998 - | 2000 JG39                | 7 maggio 2000    | LINEAR     |
| 86999 - | 2000 JG40                | 7 maggio 2000    | LINEAR     |
| 87000 - | 2000 JE43                | 7 maggio 2000    | LINEAR     |